# Clubdub
 (septembre 2023).
Clubdub, aussi stylisé ClubDub, est un groupe islandais de musique électronique, composé de Aron Kristinn Jónasson et Brynjar Barkarson. Clubdub est officiellement né en 2018 avec la sortie de Juice Menu Vol 1.

## Histoire
Brynjar et Aron se sont rencontrés lorsqu'ils étaient ensemble pendant les cours de vidéo du « 12:00 » au collège commercial d'Islande,. Ils travaillaient sur des sketchs et ont également écrit quelques chansons, comme par exemple Same Girl, A Little More than Just Friends et Don't Tell Everyone. En fin de compte, il semblerait qu'ils ne se concentraient pas assez sur les cours de midi et ont donc été expulsés.
En 2017, ils décident de commencer à écrire de la musique qui deviendra l'album Juice Menu Vol. 1 qu'ils sortent à l'été 2018,. Ils jouent à guichet fermé l'hiver suivant. Ils sortent ensuite le single Music en 2019 et le single Clubdub ungir sinilar en 2021. La même année, ils sortent leur album Music.

## Style musical
Pour le Reykjavík Grapevine, « leurs chansons sont résolument destinées à enflammer les pistes de danse, avec un BPM plus rapide que celui de nombre de leurs contemporains. » Aron explique qu'au départ, le groupe bvoulait s'orienter vers le rap et le RnB, « mais on a décidé en studio d'opter pour des rythmes plus rapides, avec plus de basses et des paroles plus claires. On aime danser et faire la fête, donc ça nous convient parfaitement. »

## Discographie
- 2018 : Juice Menu Vol. 1
- 2021 : Music